# Castorano
Castorano este o comună din provincia Ascoli Piceno, regiunea Marche, Italia, cu o populație de 2365 locuitori și o suprafață de 14,08 km².

## Demografie
Castorano - evoluția demografică

|  | Graficele sunt indisponibile din cauza unor probleme tehnice. Mai multe informații se găsesc la Phabricator și la wiki-ul MediaWiki. |

Date: Recensăminte sau birourile de statistică - grafică realizată de Wikipedia